# Kibbeh
Kibbeh, známý také jako kibbe nebo kubba (arabsky كبة‎) je oblíbený pokrm v oblasti Levanty. Připravovaný je z kořeněného libového mletého masa a pšeničného bulguru. Kibbeh je považován za národní pokrm Sýrie a Libanonu. V levantské kuchyni se kibbeh připravuje tlučením pšeničného bulguru spolu s masem do jemné pasty, která je následně tvarována do oválných tvarů. Do směsi se přidávají piniové oříšky a koření. Kibbeh může být i vrstvený a pečený na plechu, fritovaný do křupava, grilovaný nebo podávaný syrový. V syrském Aleppu existuje nejméně sedmnáct verzí tohoto pokrmu. V mezopotámské kuchyni existují verze s rýží nebo krupicí.
Mimo Sýrii se s variantami tohoto pokrmu lze setkat na Kypru, v Egyptě, Izraeli, Palestině, v zemích Perského zálivu, v Arménii a Turecku. Rozšířen je i mezi Asyřany. Kibbeh je rozšířen také v latinskoamerických zemích, které na konci 19. a na počátku 20. století přijaly významný počet přistěhovalců z Levanty, a také v některých částech Severní Ameriky.

## Etymologie
Slovo kibbeh se poprvé objevilo ve starověkých biblických textech, kde znamenalo stan nebo plachtu. Později získalo v aramejštině nový význam jako kababa, což znamená pokrývka.

## Varianty

### Levanta

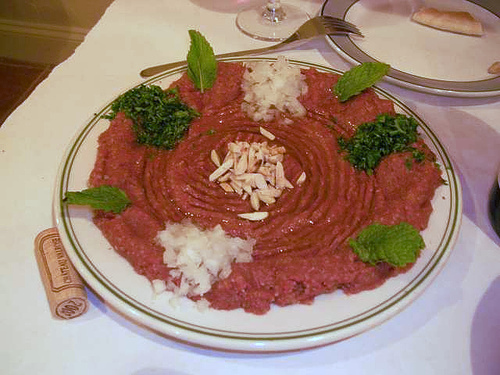
Kibbeh nayyeh

V levantské kuchyni se různé pokrmy připravované z bulguru (lámanky) a mletého jehněčího masa označují jako kibbeh. Patří mezi ně kibbeh připravovaný se škumpou (kibbe sumāqiyye), jogurtem (kibbe labaniyye), kdoulí (kibbe safarjaliyye), citronovou šťávou (kibbe ḥāmḍa), granátovým jablkem, třešňovou šťávou a dalšími variantami, jako je kibbeh ve tvaru disku (kibbe arāṣ), kibbeh na plechu (kibbe biṣfīḥa nebo kibbe bṣēniyye) a syrový kibbeh (kibbeh nayyeh).
Kibbeh nayyeh je syrový pokrm připravovaný ze směsi bulguru, velmi jemně mletého jehněčího nebo hovězího masa (podobajícího se tatarskému bifteku) a levantského koření. Podává se na míse s olivovým olejem a ozdobený lístky máty, často jako součást meze v Libanonu a Sýrii. Obvykle se podává s jarní cibulkou, zelenými chilli papričkami a pita chlebem nebo chlebem markúk. Jelikož se kibbeh nayyeh podává syrový, vyžaduje k přípravě maso vysoké kvality a je tradičně vnímán jako způsob, jak uctít své hosty.
Syrská polévka známá jako kubbi kišk obsahuje kubbi ve tvaru "torpéd" nebo "míčků" v jogurtovo-máslovém vývaru s dušenými zelnými listy. Jiná polévka zvaná kibbeh hamda se skládá z kuřecího vývaru se zeleninou (obvykle pórkem, celerem, tuřínem a cuketou), citronové šťávy a česneku, přičemž jako knedlíčky se používají malé kibbeh připravené z mleté rýže. V syrské židovské diaspoře je tato polévka oblíbená během Pesachu i jako pokrm před půstem v den před Jom kipur.

### Irák
Kubba Mosul je irácká varianta mající plochý kulatý tvar, který připomíná disk. Kubba halab je irácká varianta kibbeh, která je připravovaná s rýžovou krustou a pojmenovaná je podle největšího syrského města Aleppa. Kubbat Šorba je irácká a kurdská verze připravovaná jako dušený pokrm, obvykle s tuřínem a mangoldem v rajčatovém základu. Často se podává s arakem a různými saláty. Mezi kurdskými Židy je oblíbená polévka kubba, ochucená lístky aromatického tymiánu, která se podává v zimním období.

### Latinská Amerika

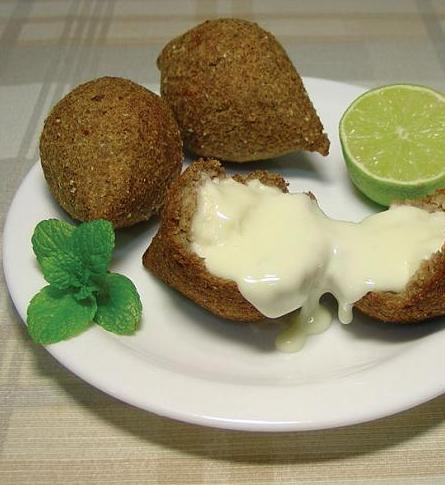
Brazilský quibe

Brazilský quibe nebo kibe je někdy plněný catupiry nebo requeijão, což je omáčka připomínající ricottu a smetanový sýr. Většina brazilských variant se připravuje pouze z mletého hovězího masa, ale existují i jiné verze, které používají jako náplň tahinu, carne de soja (texturovaný sójový protein), seitan (japonskou náhražku masa na bázi pšeničného lepku) nebo tofu (sójový tvaroh).
V brazilském státě Acre existuje varianta quibe zvaná quibe de arroz (rýžový kibbeh), který se připravuje obalovaný v rýžové mouce. Tato varianta vznikla díky arabským imigrantům v Brazílii, kteří v odlehlé oblasti amazonského regionu neměli přístup k pšenici.
Na kolumbijském karibském pobřeží se v místních variantách tohoto pokrmu nejčastěji používá mleté hovězí maso místo jehněčího, ale původní recept nebo jeho verze s kombinací hovězího a jehněčího masa, lze najít u tamní početné libanonské a syrské komunity. Tento pokrm se stal téměř běžnou součástí místní kuchyně a často se podává při společenských příležitostech jak v arabských, tak i nearabských domácnostech. Jako přejatý místní pokrm se často nabízí jako předkrm spolu s dalšími regionálními specialitami, jako jsou empanadas, deditos a carimañolas.
Dominikánská verze kibbeh byla do Dominikánské republiky přinesena libanonskými imigranty.
Některé regionální syrské a libanonské kuchyně v Mexiku kombinují kibbeh s prvky převzatými z latinskoamerické kuchyně. Například u syrských Mexičanů je běžné podávat tradiční kibbeh se salsa verde.